# Campo magnetico

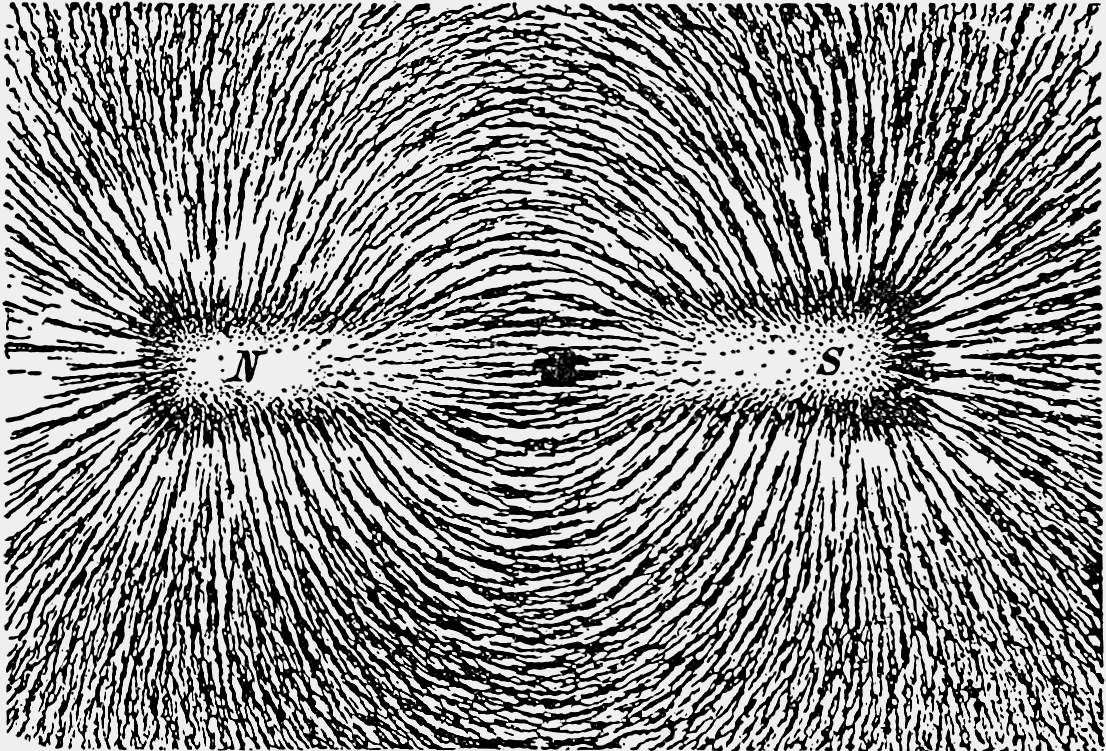
Lo spettro magnetico, l'insieme delle linee di campo dovuto a un magnete, è reso visibile dalla limatura di ferro su un foglio di carta.

In fisica, in particolare nel magnetismo, il campo magnetico è un campo vettoriale solenoidale generato nello spazio dal moto di una carica elettrica o da un campo elettrico variabile nel tempo. Insieme al campo elettrico, il campo magnetico costituisce il campo elettromagnetico, responsabile dell'interazione elettromagnetica nello spazio.
In realtà, le equazioni relative al campo elettrico e quelle relative al campo magnetico sono separate solo in apparenza, poiché sono proprio le cariche elettriche stesse che in movimento (come corrente elettrica) danno luogo al campo magnetico.
Tuttavia, siccome il fatto che le cariche elettriche siano ferme o in movimento è relativo (cioè dipendente dal sistema di riferimento scelto per descrivere il fenomeno), diviene ugualmente relativo anche il fatto che si abbia a che fare con un campo elettrico o con un campo magnetico. Appare dunque naturale interpretare il campo elettrico e il campo magnetico come manifestazioni diverse di una singola entità fisica, detta campo elettromagnetico.

## Descrizione

Hans Christian Ørsted, Der Geist in der Natur, 1854

La scoperta della produzione di campi magnetici da parte di conduttori percorsi da corrente elettrica si deve a Ørsted nel 1820: sperimentalmente si verifica che la direzione del campo è la direzione indicata dalla posizione d'equilibrio dell'ago di una bussola immersa nel campo; lo strumento per la misura del campo magnetico è il magnetometro.
Il campo magnetico agisce su un oggetto elettricamente carico con la forza di Lorentz (nel caso di una carica elettrica in movimento) oppure tramite il momento torcente che agisce su un dipolo magnetico. L'evoluzione spaziale e temporale del campo magnetico è governata dalle equazioni di Maxwell, un sistema di quattro equazioni differenziali alle derivate parziali lineari che sta alla base della descrizione formale dell'interazione elettromagnetica.
In fisica, il campo di induzione magnetica (anche detto impropriamente campo magnetico) in un punto di un mezzo, è individuato dal vettore {\displaystyle \mathbf {B} } composto da una prima componente indicata con {\displaystyle \mu _{0}\mathbf {H} } e una seconda componente indicata con {\displaystyle \mu _{0}\mathbf {M} } dovuta a fenomeni microscopici che avvengono nel mezzo, come tipicamente un determinato allineamento degli spin atomici. {\displaystyle \mathbf {B} } si misura in tesla (T) o in Wb/m² ed è anche detto densità di flusso magnetico o induzione magnetica; {\displaystyle \mathbf {H} } è detto "campo magnetizzante" e si misura in A/m (o anche in Oe); {\displaystyle \mathbf {M} } è il "vettore di magnetizzazione", anch'esso in A/m; {\displaystyle \mu _{0}} è la permeabilità magnetica del vuoto pari a {\displaystyle 4\pi \cdot 10^{-7}\ {\tfrac {\text{T·m}}{\text{A}}}}. In definitiva: {\displaystyle \mathbf {B} =\mu _{0}(\mathbf {H} +\mathbf {M} )}.
{\displaystyle \mathbf {M} } tiene conto del fatto che i momenti magnetici intrinseci (spin) degli elettroni legati si allineano mediamente in una certa direzione, spesso quella del campo applicato esternamente, e inoltre compiono dei moti medi di precessione attorno a tale direzione in senso orario o antiorario a seconda del segno della loro carica elettrica. Si tratta di moti rotatori nello stesso senso e con la stessa direzione perpendicolare, che forniscono un contributo alla corrente elettrica macroscopica soltanto sulla superficie del materiale: al suo interno i moti delle cariche affiancate tra di loro si compensano a vicenda in quanto ruotano tutte nello stesso senso e da ciò deriva il fatto che le correnti delle cariche legate agli atomi sono esprimibili come il rotore della magnetizzazione. Il legame tra {\displaystyle \mathbf {M} } e {\displaystyle \mathbf {H} } è generalmente spiegabile con delle trattazioni quantistiche della materia, che caratterizzano le proprietà magnetiche dei materiali come il paramagnetismo, il diamagnetismo, il ferromagnetismo, l'antiferromagnetismo, il ferrimagnetismo e il superparamagnetismo.
{\displaystyle \mathbf {H} } è un campo magnetico che ha quattro possibili contributi: la corrente dovuta a cariche libere nel materiale, un campo magnetico applicato esternamente, la variazione nel tempo del campo elettrico e il campo demagnetizzante {\displaystyle \mathbf {H} _{d}\,} che è sempre opposto in verso alla magnetizzazione infatti esso nasce qualora la magnetizzazione abbia dei punti di non uniformità lungo la propria direzione, ovvero quando {\displaystyle \mathbf {M} } ha divergenza non nulla. L'esempio più caratteristico di necessità del campo demagnetizzante in assenza di campi magnetici applicati esternamente, di correnti elettriche libere e variazioni del campo elettrico è il fatto che in un ferromagnete {\displaystyle \mathbf {M} } può essere comunque presente ma essendo nulla fuori dal materiale ha una discontinuità al bordo che la rende non solenoidale quindi se {\displaystyle \mathbf {H} } fosse nullo anche  {\displaystyle \mathbf {B} } sarebbe non solenoidale e ciò contraddirebbe la seconda equazione di Maxwell :{\displaystyle \nabla \cdot \mathbf {B} =0}.
In ambito ingegneristico viene spesso utilizzata una convenzione diversa: le quantità fondamentali (campo elettrico e campo magnetico) sono rappresentate dalla coppia duale {\displaystyle (\mathbf {E} ,\mathbf {H} )}, mentre le induzioni corrispondenti, ovvero la coppia duale {\displaystyle (\mathbf {D} ,\mathbf {B} )}, vengono considerate la risposta del mezzo all'eccitazione elettromagnetica. Grazie a questa convenzione esiste una dualità sia a livello di unità di misura (ampere è duale di volt, weber è duale di coulomb), sia a livello di notazione. Difatti, introducendo le quantità fittizie densità di carica magnetica {\displaystyle \rho _{H}} e densità di corrente magnetica {\displaystyle \mathbf {J} _{H}}, è possibile scrivere delle equazioni di Maxwell perfettamente simmetriche, e ciò consente di enunciare il teorema di dualità elettromagnetica.

### Forza di Lorentz

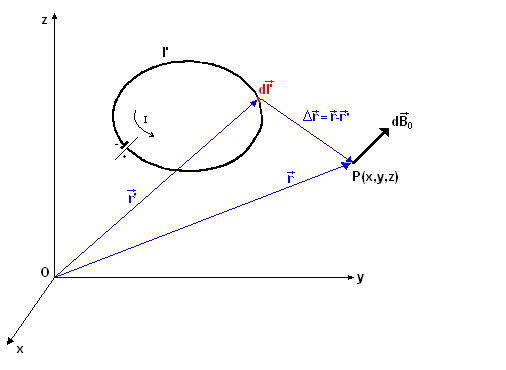
Lo spettro magnetico prodotto da un circuito di forma qualsiasi.

Sia data una carica elettrica puntiforme {\displaystyle q} in moto con velocità istantanea {\displaystyle \mathbf {v} } in una regione caratterizzata dalla presenza di un campo elettrico {\displaystyle \mathbf {E} } e un campo magnetico {\displaystyle \mathbf {B} }. La forza di Lorentz è la forza {\displaystyle \mathbf {F} } esercitata dal campo elettromagnetico sulla carica, ed è proporzionale a {\displaystyle q} e al prodotto vettoriale tra {\displaystyle \mathbf {v} } e {\displaystyle \mathbf {B} } secondo la relazione:
{\displaystyle \mathbf {F} (\mathbf {r} ,t,q)=q[\mathbf {E} (\mathbf {r} ,t)+\mathbf {v} \times \mathbf {B} (\mathbf {r} ,t)]}
dove {\displaystyle \mathbf {r} } è la posizione della carica, {\displaystyle \mathbf {v} =\mathbf {\dot {r}} } la sua velocità e {\displaystyle t} è il tempo.
Una carica positiva viene accelerata nella direzione di {\displaystyle \mathbf {E} } e viene curvata nella direzione perpendicolare al piano formato da {\displaystyle \mathbf {v} } e {\displaystyle \mathbf {B} }.
Si consideri il caso in cui sia presente il solo campo magnetico. La formula può essere applicata al caso di un circuito filiforme di lunghezza {\displaystyle l} percorso dalla corrente elettrica {\displaystyle I}:
{\displaystyle \mathbf {F} =I\int _{l}\,\mathrm {d} \mathbf {l} \times \mathbf {B} }
e sapendo che per definizione:
{\displaystyle I\mathop {} \!\mathrm {d} \mathbf {l} =\mathbf {J} \mathop {} \!\mathrm {d} v}
con {\displaystyle \mathbf {J} } la densità di corrente, si può estendere al caso più generale di un volume {\displaystyle V} percorso da una corrente descritta dalla densità di corrente, per il quale si ha:
{\displaystyle \mathbf {F} =\int _{V}\mathbf {J} \times \mathbf {B} \,\mathrm {d} v}
Dal momento che la forza di Lorentz è legata al campo magnetico tramite il prodotto vettoriale, la forza e il campo non hanno la stessa direzione, essendo perpendicolari. Come conseguenza di ciò, la forza di Lorentz non compie lavoro, infatti:
{\displaystyle {\begin{aligned}W&=\int _{R_{1}}^{R_{2}}q\mathbf {v} \times \mathbf {B} \cdot \operatorname {d} \!\mathbf {r} \\&=q\int _{t_{1}}^{t_{2}}\left(\mathbf {v} \times \mathbf {B} \cdot \mathbf {v} \right)\operatorname {d} \!t\\&=0\end{aligned}}}
L'ultimo integrando è nullo perché è il prodotto misto di tre vettori, di cui due paralleli.

### Campo magnetico generato da un circuito
Una serie di evidenze sperimentali, tra le quali l'esperimento di Oersted del 1820, ha portato a concludere che il campo magnetico nel generico punto {\displaystyle \mathbf {r} '} generato nel vuoto da un elemento infinitesimo {\displaystyle \mathrm {d} \mathbf {l} } di un circuito percorso da una corrente {\displaystyle I} è dato da:
{\displaystyle \mathrm {d} \mathbf {B} (\mathbf {r} ')={\frac {\mu _{0}}{4\pi }}I{\frac {\mathrm {d} \mathbf {l} \times \Delta \mathbf {r} }{|\Delta \mathbf {r} |^{3}}}}
dove {\displaystyle \Delta \mathbf {r} =\mathbf {r} '-\mathbf {r} } è la distanza tra la posizione {\displaystyle \mathbf {r} } dell'elemento infinitesimo {\displaystyle \mathrm {d} \mathbf {l} } del circuito e il punto {\displaystyle \mathbf {r} '} in cui è calcolato il campo, e {\displaystyle \mu _{0}} è la permeabilità magnetica nel vuoto.
L'integrazione su tutto il circuito della precedente espressione produce la Legge di Biot-Savart:
{\displaystyle \mathbf {B} (\mathbf {r} ')={\frac {\mu _{0}}{4\pi }}I\oint _{\gamma }{\frac {\mathrm {d} \mathbf {r} \times \Delta \mathbf {r} }{|\Delta \mathbf {r} |^{3}}}}
che rappresenta il campo magnetico totale generato dal circuito in {\displaystyle \mathbf {r} '}. Nel caso più generale, in cui l'approssimazione di circuito filiforme non viene applicata, si ricorre alla densità {\displaystyle \mathbf {J} } della corrente che attraversa una sezione di conduttore. L'espressione del campo diventa:
{\displaystyle \mathbf {B} (\mathbf {r} ')={\frac {\mu _{0}}{4\pi }}\int _{V}{\frac {\mathbf {J} (\mathbf {r} )\times \Delta \mathbf {r} }{|\Delta \mathbf {r} |^{3}}}\,\mathrm {d} v}
dove {\displaystyle \mathrm {d} v} è il volume infinitesimo, di lunghezza {\displaystyle \mathrm {d} \mathbf {r} } e sezione {\displaystyle \mathrm {d} \mathbf {s} }, del conduttore nel punto {\displaystyle \mathbf {r} }.

### Proprietà del campo magnetico stazionario nel vuoto
Calcolando la divergenza del campo generato da un circuito si dimostra che essa è sempre nulla:
{\displaystyle \mathbf {\nabla } \cdot \mathbf {B} (\mathbf {r} ')={\frac {\mu _{0}}{4\pi }}I\mathbf {\nabla } \cdot \int _{\partial S}{\frac {\mathrm {d} \mathbf {l} '\times \Delta \mathbf {r} }{|\Delta \mathbf {r} |^{3}}}=0}
Questa proprietà costituisce la seconda equazione di Maxwell:
{\displaystyle \mathbf {\nabla } \cdot \mathbf {B} =0}
Applicando il teorema del flusso di Gauss, il flusso {\displaystyle \Phi _{\partial V}(\mathbf {B} )} di {\displaystyle \mathbf {B} } attraverso qualsiasi superficie chiusa {\displaystyle \partial V} che contiene al suo interno il circuito è nullo:
{\displaystyle \Phi _{\partial V}(\mathbf {B} )=\int _{\partial V}\mathbf {B} \cdot \mathrm {d} \mathbf {s} =\int _{V}\mathbf {\nabla } \cdot \mathbf {B} \,\mathrm {d} v=0}
dove {\displaystyle V} è il volume racchiuso dalla frontiera {\displaystyle \partial V}. Questo fatto implica che il campo magnetico è un campo solenoidale. Inoltre, il campo magnetostatico non è conservativo e quindi non è irrotazionale, cioè il suo rotore non è nullo ovunque. Partendo dalla più generale formulazione del campo magnetico, nella quale si sfrutta la densità di corrente, si dimostra che:
{\displaystyle \mathbf {\nabla } \times \mathbf {B} =\mu _{0}\mathbf {J} }
dove {\displaystyle \mathbf {J} } indica il vettore densità di corrente. Questa espressione costituisce la quarta equazione di Maxwell nel caso stazionario. Applicando alla precedente espressione il teorema del rotore si ottiene la Legge di Ampère:
{\displaystyle \oint _{l}\ {B}\cdot d\mathbf {l} =\mu _{0}\sum _{i}I_{i}}
ovvero, la circuitazione lungo una linea chiusa del campo magnetostatico è pari alla somma algebrica delle correnti concatenate con essa.

## Potenziale vettore
Il potenziale vettore del campo magnetico, indicato solitamente con {\displaystyle \mathbf {A} }, è un campo vettoriale tale che {\displaystyle \mathbf {B} } sia uguale al rotore di {\displaystyle \mathbf {A} }:
{\displaystyle \mathbf {B} =\mathbf {\nabla } \times \mathbf {A} }
La definizione non è tuttavia univoca, dal momento che {\displaystyle \mathbf {B} } resta invariato se ad {\displaystyle \mathbf {A} } si somma il gradiente di una qualsiasi funzione scalare:
{\displaystyle \mathbf {\nabla } \times \left(\mathbf {A} +\mathbf {\nabla } C(\mathbf {r} )\right)=\mathbf {\nabla } \times \mathbf {A} }
Il potenziale vettore definito in questo modo risulta soddisfare automaticamente le equazioni di Maxwell nel caso statico.
Nel caso elettrodinamico bisogna modificare le definizioni dei potenziali in modo da ottenere che due equazioni di Maxwell risultino immediatamente soddisfatte. Per quanto riguarda {\displaystyle \mathbf {A} }, si verifica ancora che è definito in modo che il suo rotore sia {\displaystyle \mathbf {B} }, mentre {\displaystyle V} è definito in modo che:
{\displaystyle \mathbf {\nabla } V=-\mathbf {E} -{\frac {\partial \mathbf {A} }{\partial t}}}

## Campo magnetico in condizioni non stazionarie
L'elettrostatica e la magnetostatica rappresentano due casi particolari di una teoria più generale, l'elettrodinamica, dal momento che trattano i casi in cui i campi elettrico e magnetico non variano nel tempo. In condizioni stazionarie i campi possono essere infatti trattati indipendentemente l'uno dall'altro, tuttavia in condizioni non stazionarie appaiono come le manifestazioni di una stessa entità fisica: il campo elettromagnetico.
Più precisamente, le leggi fisiche che correlano i fenomeni elettrici con quelli magnetici sono la legge di Ampere-Maxwell e la sua simmetrica legge di Faraday.

### La legge di Faraday
La legge di Faraday afferma che la forza elettromotrice indotta in un circuito chiuso da un campo magnetico è pari all'opposto della variazione del flusso magnetico del campo concatenato con il circuito nell'unità di tempo, ovvero:
{\displaystyle \oint _{\partial S}\mathbf {E} \cdot \operatorname {d} r=-{\partial \Phi _{B} \over \partial t}}
Per la definizione di forza elettromotrice si ha, esplicitando la definizione integrale di flusso:
{\displaystyle \oint _{\partial S}\mathbf {E} \cdot \operatorname {d} r=-{\partial  \over \partial t}\int _{S}\mathbf {B} \operatorname {d} \mathbf {S} =-\int _{S}{\frac {\partial \mathbf {B} }{\partial t}}\operatorname {d} \mathbf {S} }
applicando il teorema di Stokes al primo membro:
{\displaystyle \oint _{\partial S}\mathbf {E} \cdot \operatorname {d} r=\int _{S}(\mathbf {\nabla } \times \mathbf {E} )\operatorname {d} \mathbf {S} }
e per quanto detto si giunge a:
{\displaystyle \int _{S}(\mathbf {\nabla } \times \mathbf {E} )\operatorname {d} \mathbf {S} =-\int _{S}{\frac {\partial \mathbf {B} }{\partial t}}\operatorname {d} \mathbf {S} }
Uguagliando gli integrandi segue la terza equazione di Maxwell:
{\displaystyle \mathbf {\nabla } \times \mathbf {E} =-{\frac {\partial \mathbf {B} }{\partial t}}}
Si noti che nel caso non stazionario la circuitazione del campo elettrico non è nulla, dal momento che si genera una forza elettromotrice che si oppone alla variazione del flusso del campo magnetico concatenato col circuito.

### La legge di Ampère-Maxwell
L'estensione della legge di Ampère al caso non stazionario mostra come un campo elettrico variabile nel tempo sia sorgente di un campo magnetico. Ponendo di essere nel vuoto, la forma locale della legge di Ampère costituisce la quarta equazione di Maxwell nel caso stazionario:
{\displaystyle \nabla \times \mathbf {B} =\mu _{0}\mathbf {J} \ }
Tale relazione vale solamente nel caso stazionario poiché implica che la divergenza della densità di corrente sia nulla, contraddicendo in questo modo l'equazione di continuità per la corrente elettrica:
{\displaystyle \nabla \cdot \mathbf {J} =-{\frac {\partial \rho }{\partial t}}}
Per estendere la legge di Ampère al caso non stazionario è necessario inserire la prima legge di Maxwell nell'equazione di continuità:
{\displaystyle \nabla \cdot \mathbf {J} +{\frac {\partial \rho }{\partial t}}=\nabla \cdot \left(\mathbf {J} +\varepsilon _{0}{\frac {\partial \mathbf {E} }{\partial t}}\right)}
Il termine
{\displaystyle \mathbf {J} _{s}=\varepsilon _{0}{\frac {\partial \mathbf {E} }{\partial t}}}
è detto corrente di spostamento, e deve essere aggiunto alla densità di corrente nel caso non stazionario.
Inserendo la densità di corrente generalizzata così ottenuta nella legge di Ampère:
{\displaystyle \mathbf {\nabla \times B} =\mu _{0}\left(\mathbf {J} +\varepsilon _{0}{\frac {\partial \mathbf {E} }{\partial t}}\right)}
si ottiene la quarta equazione di Maxwell nel vuoto. Tale espressione mostra come la variazione temporale di un campo elettrico sia sorgente di un campo magnetico.

## Magnetismo nella materia
Per descrivere il comportamento del campo magnetico nella materia è sufficiente introdurre nelle equazioni di Maxwell un termine aggiuntivo {\displaystyle \mathbf {J} _{m}}, che rappresenta la densità di corrente associata alla magnetizzazione del materiale:
{\displaystyle \nabla \times \mathbf {B} =\mu _{0}(\mathbf {J} +\mathbf {J_{m}} )}
Tuttavia, tale termine non è in generale noto: questo ha portato all'introduzione del vettore intensità di magnetizzazione, anche detto vettore di polarizzazione magnetica e indicato con {\displaystyle \mathbf {M} }, una grandezza vettoriale macroscopica che descrive il comportamento globale del materiale soggetto alla presenza del campo magnetico. Il vettore rappresenta il momento di dipolo magnetico per unità di volume posseduto dal materiale. Definito come la media del valore medio del momento magnetico proprio {\displaystyle \mathbf {m} } di N particelle contenute in un volume infinitesimo {\displaystyle dV}, è espresso dalla relazione:
{\displaystyle \mathbf {M} ={\frac {\partial N}{\partial V}}\langle \mathbf {m} \rangle }
Nel Sistema internazionale di unità di misura il vettore di polarizzazione magnetica si misura in Ampere su metro (A/m), e nella definizione il limite vale per un volume che contenga un numero significativo di atomi tale da poterne calcolare una proprietà media.
Nel caso in cui la polarizzazione atomica all'interno del materiale sia uniforme, le correnti di magnetizzazione sono descritte dalla corrente di magnetizzazione superficiale {\displaystyle I_{ms}}, data da:
{\displaystyle I_{ms}=\int _{S}\mathbf {J} _{ms}\,\mathrm {d} \mathbf {S} }
ovvero la corrente di magnetizzazione è pari al flusso del vettore densità di corrente di magnetizzazione superficiale {\displaystyle \mathbf {J} _{ms}} attraverso una superficie {\displaystyle S}. Nel caso in cui la polarizzazione atomica all'interno del materiale non sia uniforme, invece, si introduce la corrente di magnetizzazione volumica {\displaystyle I_{ms}}, data da:
{\displaystyle I_{mv}=\int _{S}\mathbf {J} _{mv}\,\mathrm {d} \mathbf {S} }
ovvero la corrente di magnetizzazione volumica è pari al flusso del vettore densità di corrente di magnetizzazione volumica {\displaystyle \mathbf {J} _{mv}} attraverso una superficie {\displaystyle S}. Le relazioni che legano la densità di corrente di magnetizzazione con il vettore di magnetizzazione sono:
{\displaystyle \mathbf {J} _{ms}=\mathbf {M} \times \mathbf {n} \qquad \mathbf {\mathbf {J} } _{mv}=\mathbf {\nabla } \times \mathbf {M} }
dove nella prima equazione {\displaystyle \mathbf {n} } è il versore che identifica la direzione normale alla superficie del materiale.

### Equazioni di Maxwell per il campo magnetico nella materia
La presenza di materia costringe a tenere conto delle correnti amperiane nelle equazioni di Maxwell per il campo magnetico:
{\displaystyle \mathbf {\nabla } \times \mathbf {B} =\mu _{0}(\mathbf {J} +\mathbf {J_{m}} )}
e porta a definire il vettore campo magnetico {\displaystyle \mathbf {H} } nella materia come:
{\displaystyle \mathbf {H} ={\frac {\mathbf {B} -\mu _{0}\mathbf {M} }{\mu _{0}}}={\frac {\mathbf {B} }{\mu _{0}}}-\mathbf {M} }
L'equazione di Maxwell può essere riscritta in modo equivalente:
{\displaystyle \mathbf {\nabla } \times \mathbf {H} =\mathbf {J} }
La densità di corrente {\displaystyle \mathbf {J} } presente nella precedente equazione si riferisce esclusivamente alle correnti elettriche, date dal moto dei soli elettroni liberi, e non alle correnti atomiche di magnetizzazione. Nel caso non stazionario, inoltre, la quarta equazione ha l'espressione:
{\displaystyle \mathbf {\nabla } \times \mathbf {H} =\mathbf {J} +{\frac {\partial \mathbf {D} }{\partial t}}}

### Permeabilità magnetica
La permeabilità magnetica è una grandezza fisica che esprime l'attitudine di una sostanza a polarizzarsi in seguito all'applicazione di un campo magnetico e si misura in henry al metro (H/m), equivalente a newton all'ampere quadrato (N/A2). Nel caso in cui il materiale sia omogeneo e isotropo e la sua risposta sia lineare,  i vettori {\displaystyle \mathbf {B} } e {\displaystyle \mathbf {H} } sono paralleli, e questo implica che la relazione tra di essi è di semplice proporzionalità:
{\displaystyle \mathbf {B} =\mu \mathbf {H} }.
dove {\displaystyle \mu } è la permeabilità magnetica del materiale considerato.
Dal momento che non tutti i materiali hanno una reazione lineare tra {\displaystyle \mathbf {B} } e {\displaystyle \mathbf {H} }, i materiali magnetici si distinguono in tre categorie:
- I materiali ferromagnetici, come ferro, cobalto e nichel, sono caratterizzati dal fatto che i campi {\displaystyle \mathbf {B} } e {\displaystyle \mathbf {H} } non sono paralleli, e la permeabilità ha un comportamento che manifesta una più o meno marcata isteresi, ovvero una dipendenza dalle precedenti magnetizzazioni e smagnetizzazioni subite da tali materiali. Più precisamente, nelle sostanze ferromagnetiche la permeabilità è funzione del campo magnetico {\displaystyle \mathbf {B} }.
- I materiali diamagnetici, caratterizzati da una permeabilità costante ma minore di quella del vuoto e indipendente da {\displaystyle \mathbf {B} }.
- I materiali paramagnetici, caratterizzati da una permeabilità costante e maggiore di quella del vuoto e indipendente da {\displaystyle \mathbf {B} }.

## Energia magnetica
L'energia magnetica è l'energia associata al campo magnetico, e nel caso di materiali in cui la relazione tra {\displaystyle \mathbf {B} } e {\displaystyle \mathbf {H} } sia lineare l'energia magnetica contenuta in un volume {\displaystyle \tau } è data da:
{\displaystyle U_{m}={\frac {1}{2}}\int _{\tau }\mathbf {H} \cdot \mathbf {B} \,\mathrm {d} \tau =\int _{\tau }u_{m}\,\mathrm {d} \tau }
dove l'integrando
{\displaystyle u_{m}={\frac {1}{2}}\mathbf {H} \cdot \mathbf {B} }
è la densità di energia magnetica. Per un circuito percorso da corrente la densità di energia magnetica può essere definita a partire dal potenziale vettore {\displaystyle \mathbf {A} } del campo magnetico e il vettore densità di corrente {\displaystyle \mathbf {J} }:
{\displaystyle u={\frac {1}{2}}\mathbf {J} \cdot \mathbf {A} }

## Il campo elettromagnetico
Il campo elettromagnetico è dato dalla combinazione del campo elettrico {\displaystyle \mathbf {E} } e del campo magnetico {\displaystyle \mathbf {B} }, solitamente descritti con vettori in uno spazio a tre dimensioni. Il campo elettromagnetico interagisce nello spazio con cariche elettriche e può manifestarsi anche in assenza di esse, trattandosi di un'entità fisica che può essere definita indipendentemente dalle sorgenti che l'hanno generata. In assenza di sorgenti il campo elettromagnetico è detto onda elettromagnetica, essendo un fenomeno ondulatorio che non richiede di alcun supporto materiale per diffondersi nello spazio e che nel vuoto viaggia alla velocità della luce. Secondo il modello standard, il quanto della radiazione elettromagnetica è il fotone, mediatore dell'interazione elettromagnetica.
La variazione temporale di uno dei due campi determina il manifestarsi dell'altro: campo elettrico e campo magnetico sono caratterizzati da una stretta connessione, stabilita dalle quattro equazioni di Maxwell. Le equazioni di Maxwell, insieme alla forza di Lorentz, definiscono formalmente il campo elettromagnetico e ne caratterizzano l'interazione con oggetti carichi. Le prime due equazioni di Maxwell sono omogenee e valgono sia nel vuoto sia nei mezzi materiali, e rappresentano in forma differenziale la legge di Faraday e la legge di Gauss per il campo magnetico. Le altre due equazioni descrivono il modo in cui il materiale, nel quale avviene la propagazione, interagisce polarizzandosi con il campo elettrico e magnetico, che nella materia sono denotati con {\displaystyle \mathbf {D} } e {\displaystyle \mathbf {H} }. Esse mostrano in forma locale la legge di Gauss elettrica e la legge di Ampère-Maxwell.
Le equazioni di Maxwell sono formulate anche in elettrodinamica quantistica, dove il campo elettromagnetico viene quantizzato. Nell'ambito della meccanica relativistica, i campi sono descritti dalla teoria dell'elettrodinamica classica in forma covariante, cioè invariante sotto trasformazione di Lorentz. Nell'ambito della teoria della relatività il campo elettromagnetico è rappresentato dal tensore elettromagnetico, un tensore a due indici di cui i vettori campo elettrico e magnetico sono particolari componenti.

## Esempi
Al 2022, il più grande campo magnetico costante al mondo è stato generato allo Steady High Magnetic Field Facility (SHMFF) di Hefei, in Cina, ed ha raggiunto un'intensità di 45.22 Tesla.

## Rischi per la salute e la sicurezza

Simbolo di pericolo associato a campi magnetici, definito dalla norma ISO 7010.